# Новые Петликовцы
Новые Петликовцы (укр. Нові Петликівці) — село в Бучачской городской общине Чортковского района Тернопольской области Украини.
До 2020 года входило в Бучачский район.
Код КОАТУУ — 6121284001. Население по переписи 2001 года составляло 666 человек.

## Географическое положение
Село Новые Петликовцы находится на правом берегу реки Ольховец,
на противоположном берегу — село Пушкари.
Рядом проходит автомобильная дорога Н-18.

## История
- 1806 год — дата основания.

## Объекты социальной сферы
- Школа.